# Општина Ђеменеле (Браила)
Ђеменеле (рум. Gemenele) општина је у Румунији у округу Браила.
Oпштина се налази на надморској висини од 16 m.